# Graciela Grillo Pérez

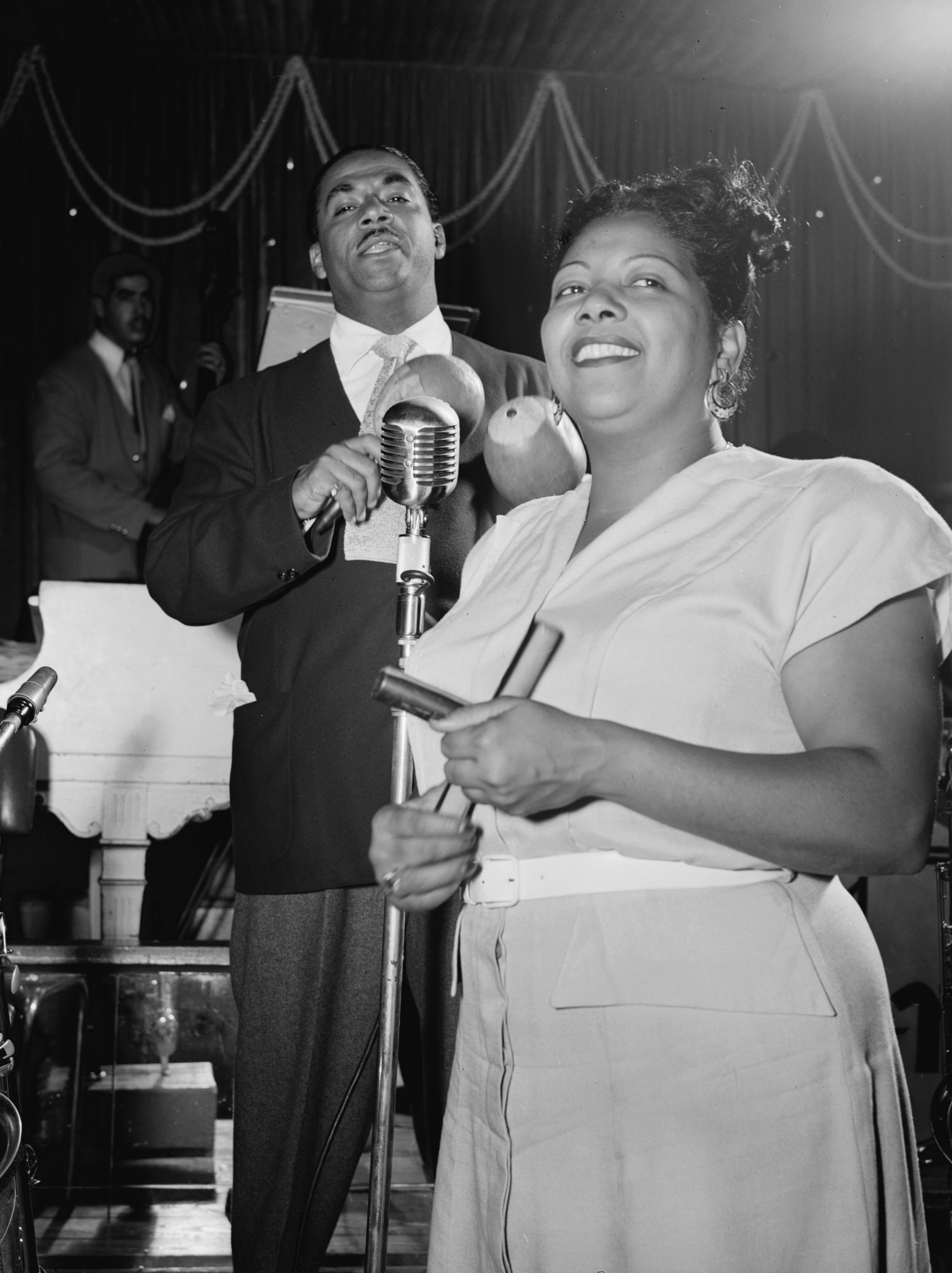
Graciella Grillo mit ihrem Bruder Machito (1947). Foto William P. Gottlieb

Graciela Grillo Pérez (Graciela Pérez Gutierrez; * 25. August 1915 in Havanna; † 7. April 2010 in New York City), bekannt als Graciela, war eine afro-kubanische Sängerin des Latin Jazz.
Grillo Pérez begann ihre musikalische Laufbahn als Sängerin in verschiedenen Bands, u. a. denen von Maria Teresa Vera und Ignacio Piñeiro. Sie spielte auch Maracas und Claves und trat 1933 als Perkussionistin und Sängerin in die (zeitweilig von dem Flötisten Alberto Socarras geleitete) Frauenband Anacaona ein, mit der sie durch Kuba, Puerto Rico und Mexiko tourte und in New York auftrat. Als ihr Stiefbruder Machito 1943 in die US Army eintrat, holte sie Mario Bauzá, ihr Schwager, nach New York, wo sie neben Galito Polindez Sängerin seiner Afro-Cubans wurde.
Mit dem Titel Si, Si, No, No hatte sie drei Jahre später ihren ersten Hit. Weitere ihrer erfolgreichsten Songs waren Esta es Graciela, Intimo y Sentimental und Esa Soy Yo, Yo Soy Así. Ab 1986 war sie Solosängerin in Bauzas Afro Cuban Jazz Orchestra. Nach dessen Tod 1993 trat sie nur noch gelegentlich auf. Insgesamt wirkte sie an mehr als 50 Alben mit. Ihr letztes, Inolvidable - Candido y Craciela (2004), mit dem Congaspieler Cándido Camero, wurde für einen Grammy nominiert. 2006 wurde sie mit dem Latin Jazz USA Chico O’Farrill Lifetime Achievement Award geehrt. Als sie 2010 94-jährig in New York starb, galt sie als „The First Lady of Latin Jazz“.